# Tvärbalk (film)
Tvärbalk är en svensk svartvit dramafilm från 1967, regisserad av Jörn Donner. Filmen är baserad på Sivar Arnérs roman Tvärbalk från 1963. I rollerna ses bland andra Ulf Palme, Gunnel Broström och Harriet Andersson.

## Handling
Leo Wittö arbetar som svensk statstjänsteman och lever tillsammans med sin hustru Inez. Parets äktenskapliga samliv har inslag av sadism, vilket täcker bristen på djupare gemenskap dem emellan. Inez har inlett ett förhållande vid sidan av med konstnären Magnus, som är en vän till familjen. Leo berättar för Magnus att han har träffat kvinnan Noomi Moldovan, en judisk flykting som kommit till Sverige från ett tyskt koncentrationsläger 1945. Noomi är psykiskt och fysiskt märkt av sina upplevelser.
Noomi och Magnus bjuds in till familjen Wittö. Bjudningen präglas av klumpiga försök att närma sig Noomis erfarenheter, men Noomi utlöser också andra spänningar i sällskapet. Några dagar senare besöker Leo sin mor, som är sömmerska, för att låna pengar till en villa som han och hustrun tänker bygga. Noomi kommer dit i ett klänningsärende. Hon uttrycker upprördhet över den tyska statens låga ersättning till nazismens offer. Hon tillbringar kvällen och natten med Leo.
En tid passerar utan att Leo tar någon ny kontakt med Noomi. Inez fortsätter sin affär med Magnus. En dag söker Noomi upp Inez och Inez antyder att Noomi inte har någonting att vänta hos Leo. Leos mor insjuknar i cancer och Leo vakar vid sjukbädden. Noomi firar midsommar i skärgården med Magnus, men kan inte delta i lekarna då hennes minnen behärskar henne. Leos mor dör på midsommardagen och efter begravningen söker Leo upp Noomi för att be om ursäkt för sin tidigare likgiltighet. Noomi avvisar hans kärleksförklaringar.
Leo bryter upp ur sitt äktenskap med Inez. Han söker än en gång upp Noomi som nu tar emot honom och en bräcklig gemenskap börjar växa fram. Inez lever nu tillsammans med Magnus. Noomi får ett återfall i tuberkulos och vårdas på sjukhus i väntan på operation, vars utgång är oviss. Hon säger till Leo att han inte behöver binda sig vid henne, men Leo väljer att stanna. I deras ömsesidiga tillgivenhet ligger Noomis möjligheter att överleva.

## Rollista
- Ulf Palme	– Leo Wittö
- Gunnel Broström – Inez Wittö, hans fru
- Harriet Andersson	– Noomi Moldovan
- Ernst-Hugo Järegård – Magnus, konstnär
- Brita Öberg – Leos mor
- Barbro Nordin – Jörel, Leos syster
- Lars Göran Carlson – doktor Liljefors
- Nils Eklund – doktor Axing
- Eva Stiberg – Syster Greta
- Lotta Ericstam – Lilly, Inez dotter
- Eva Olivecrona – Berit, Inez andra dotter
- Barbro Kollberg – husmor på Rossö herrgård
- Brita Billsten – en sjuksyster
- Monica Strömmerstedt – en sjuksyster

## Om filmen
Filmen bygger på boken Tvärbalk av Sivar Arnér. När boken kom ut 1963 recenserades den av bland andra Jörn Donner. I sin recension skrev han bland annat att det i romanen finns personer som är "oerhört typiska för svenska attityder, inte bara de intellektuellas". Han fortsatte: "De har samvete. De undrar vad som borde göras i Afrika eller Asien. De ängslas över om de vågar äta sin mat eller inte. Men för dem är inte världen som sådan ett samvetsproblem. Deras eget samvete är samvetsproblemet. De framstår som engagemangets fariséer."
Donner skrev kontrakt med Sandrews om inspelning våren 1964. Inspelningen ägde rum på sommaren 1966 i Stockholm, Roslagen och Ungern. Sjukhusscenerna spelades in på Blackebergs sjukhus. Filmen fotograferades av Rune Ericson och klipptes av Donner och Per Krafft.
Premiären ägde rum den 10 april 1967 på biograferna Grand och Maxim i Stockholm. Filmen var tänkt att visas vid Filmfestivalen i Moskva på försommaren 1967, men den togs bort ur programmet av den sovjetiska festivalledningen. Enligt Donner kunde beslutet ha berott på det faktum att filmen behandlade ett judiskt flyktingöde. Filmen kom att bli ett ekonomiskt bakslag och fick ingen kvalitetspremie från Svenska Filminstitutet.
Harriet Anderssons medverkan i filmen var in i det sista osäker då hon kontrakterats för en större roll i den amerikanska filmen Grand Prix. Den planen kom emellertid inte att realiseras.
Filmen har visats i SVT1, bland annat i juli 2014 och i maj 2018.

## Mottagande
Harriet Anderssons skådespelarprestation som Noomi Moldovan blev särskilt hyllad av kritiker.